# Angeline Moncayo
Angeline Moncayo  (Cali, Kolumbia, 1979. november 4. –) kolumbiai színésznő, modell.

## Élete és pályafutása
1979. november 4-én született Caliban. 1998-ban megkapta Violeta szerepét a Padres e hijos című sorozatban. 2009-ben Marina szerepét játszotta az Ördögi kör című telenovellában.

## Filmográfia
- LA Viuda Negra 2 (2016) ....
- Dama y obrero (2013) .... Gemma Pacheco Maldonado
- Több mint testőr (Corazón valiente) (2012–2013) .... María Laura Aguilar Flores de Ponte (Magyar hangja: Pikali Gerda)
- Flor salvaje (2011–2012) .... Correcaminos / Elena
- La diosa coronada (2010) .... Zulma
- Ördögi kör (Más sabe el diablo) (2009–2010) .... Marina Suárez / Mario Suárez (Magyar hangja: Martin Adél)
- El Cartel (2008–2010) .... Giselle
- Csajok, szilikon, ez lesz a Paradicsom! (Sin senos no hay paraíso) (2008–2009)
- La dama de Troya (2008–2009) .... Melinda Contreras
- Dame chocolate (2007) .... María Sánchez
- Retratos (2003) .... Alejandra
- Siete veces Amada (2002–2003) .... Dra. Isabela
- Noticias calientes (2002) .... Tatiana "Tati" Munevar
- La baby sister (2000–2001) .... Sofía Pelvis
- A donde va Soledad (2000) .... Felicia
- Betty, a csúnya lány (Yo soy Betty, la fea) (1999–2001) .... Karina Larson
- Padres e hijos (1998–2001) .... Violeta
- Pandillas, Guerra y Paz (1997) .... Valentina